# Izabo
Az Izabo egy izraeli indie rock együttes, akik Izraelt képviselték a 2012-es Eurovíziós Dalfesztiválon Bakuban, a Time című dalukkal., amivel 31 pontot elérve a 13-ik helyet kapták meg.
2003-ban jelent meg a zenekar első albuma, mely a "The Fun Makers" (magyarul: Mókamester) címet viseli. A diszkó, punk, rock, és arab zene kombinálásával egy összetéveszthetetlen stílust sikerült létrehozniuk. Ezt látva, a Sony BMG vette pártfogásába a zenészeket, és az Egyesült Királyságban is megjelent az együttes három középlemeze. 2005-ben a Benelux államokban is ismertté vált az Izabo név, majd a lista 2006-ban Franciaországgal bővült. Mindez remek lehetőségeket nyújtott nekik, és koncerteztek a legnagyobb európai fesztiválokon, mint például a Paleo Fesztivál, vagy a Eurosonic. Második lemezük, a "Superlight" is több országban megjelent, és nemrég megkötötték szerződésüket az English Labal 100% Records kiadóval.

## Fordítás
- Ez a szócikk részben vagy egészben  az   Izabo című angol Wikipédia-szócikk fordításán alapul.  Az eredeti cikk szerkesztőit annak laptörténete sorolja fel. Ez a jelzés csupán a megfogalmazás eredetét és a szerzői jogokat jelzi, nem szolgál a cikkben szereplő információk forrásmegjelöléseként.

## Lásd még
- 2012-es Eurovíziós Dalfesztivál
- Time
- Izrael az Eurovíziós Dalfesztiválokon